# M1 (潜水艦)
|          |                                                                               |
| 艦歴     |                                                                               |
| 発注     |                                                                               |
| 起工     |                                                                               |
| 進水     | 1917年7月9日                                                                  |
| 竣工     | 1918年4月                                                                     |
| 就役     |                                                                               |
| 退役     |                                                                               |
| その後   | 1925年11月12日に事故で沈没                                                    |
| 除籍     |                                                                               |
| 性能諸元 |                                                                               |
| 排水量   | 水上：1,594トン 水中：1,946トン                                               |
| 全長     | 295 ft 9 in (90.1 m)                                                          |
| 全幅     | 24 ft 8 in (7.5 m)                                                            |
| 吃水     |                                                                               |
| 機関     | ディーゼル・エンジン：2基－出力：2,400馬力 電動モーター：2基－出力：1,600馬力 |
| 最大速   | 水上：15ノット (28 km/h) 水中：8–9ノット (15–17 km/h)                         |
| 航続距離 | 水上：15ノット－2,498海里 ( 4,627km ) 水中：8ノット－9海里 ( 16.7km )         |
| 乗員     | 62名                                                                          |
| 兵装     | 305mm単装砲：1基 76.2mm単装砲：1基 457mm魚雷発射管：艦首4基 魚雷：8本         |

HMS M1はイギリス海軍の潜水艦である。この艦は第一次世界大戦の終結直前に4隻発注されたM級潜水艦のうちの1隻である。1925年に全乗員の喪失とともに沈没した。
本艦は当初の目的において「モニター潜水艦」（潜水能力を持つ沿岸砲艦）を企図していたが、これらの艦の用途は詳細な設計が始まる前に変更された。「M1」は12インチ（305mm）砲を装備しており、この目的は雷撃に先立って水上艦に対する砲撃を行うことだった。当時の議論では「艦艇の戦闘において、1,000ヤード以上の距離で魚雷発射が行われたケースは知られていない」とされていた。

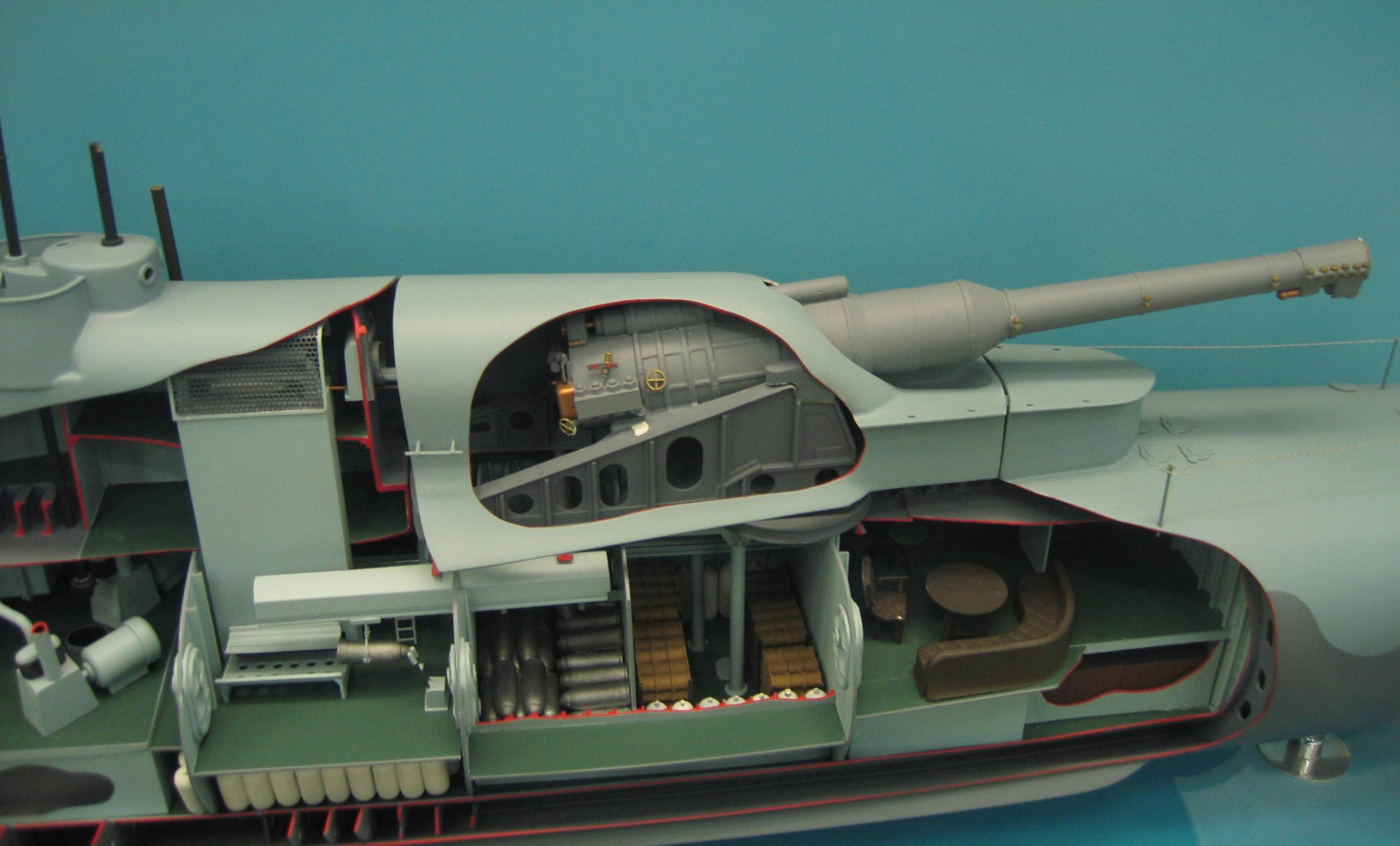
区画を示した模型、ロンドンのサイエンス・ミュージアム収蔵品。12インチ砲塔部分を示している。

この潜水艦に搭載された砲の有効射程は14kmであったとはいえ、本艦の射撃は通常、潜望鏡深度から砲身のみを海上に出し、単純なビード式照準器を使用して行うものだった。主砲の一撃で敵艦を撃沈するか使用不能にすることはこの潜水艦にとり重要なことだったが、理由はこの主砲が海面上においてのみ再装填可能だったことによる。
本艦は全長90.14m、潜航時の排水量1,980tで、ポーツマス沿岸で運用された。この艦の進水は1917年7月9日であるが、第一次世界大戦の実戦に参加することはなかった。
1923年、砲身への海水流入により、発砲時に砲口の大きな損傷を引き起こした。
1925年11月12日、この艦は英仏海峡における訓練中、乗員69名全員とともに沈んだ。スウェーデン船「Vidar」が潜航中の「M1」と衝突し、潜水艦は深度70mの海に沈没した。この衝突は艦体から砲を引き剥がし、搭載部分の孔を通して海水が内部に氾濫した。 この内部の浸水により、乗員は脱出ハッチを開いて脱出を試みたと思われるが、彼らの遺体が発見されることはなかった。
1999年、海洋冒険家イネス・マッカートニー率いる潜水チームによりこの潜水艦の残骸が深度73mの海底で発見された。この年の終わり、残骸は歴史作家リチャード・ラーンとBBCテレビジョンのドキュメンタリー・クルーに再び訪問を受け、2000年3月、収録フィルムが放送された。この残骸は、1986年軍事遺物保護法において「保護された場所」という指定を受けている。